# Sociedade Central de Cervejas e Bebidas
Sociedade Central de Cervejas e Bebidas (SCC) é uma cervejaria portuguesa fundada em 1934. Seu principal produto é a marca de cervejas Sagres. A empresa é controlada pela Heineken desde abril de 2008.

## História

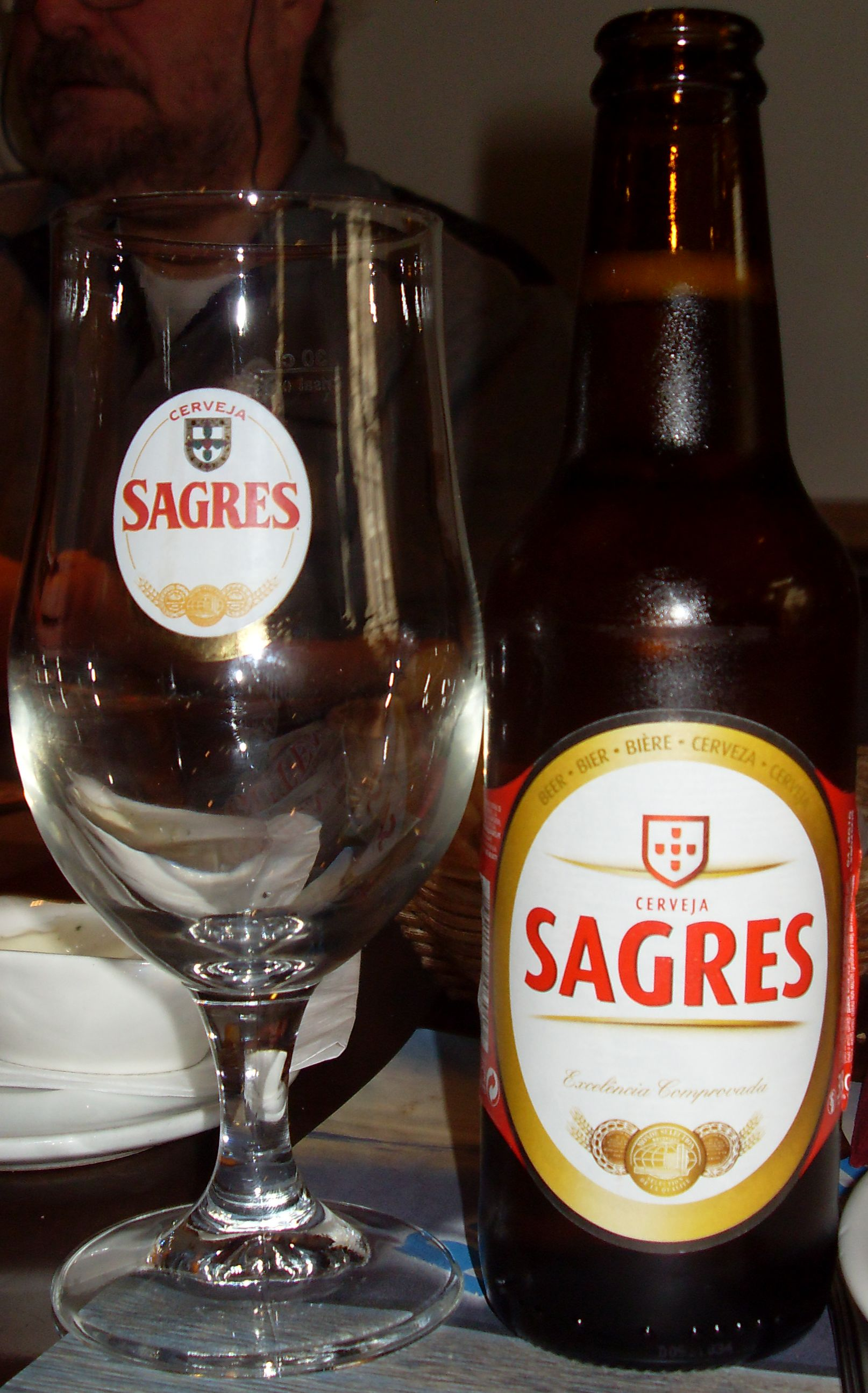
Sagres, marca principal do grupo.

A Sociedade Central de Cervejas foi criada em 1934, com o objetivo de comercializar as cervejas produzidas pelas antigas cervejeiras, Companhia Produtora de Malte e Cerveja Portugália, Companhia de Cervejas Estrela, Companhia de Cervejas Coimbra e Companhia da Fábrica de Cerveja Jansen. Em 1935, e após 99 anos de actividade, a Fábrica de Cervejas Trindade foi integrada pela Sociedade Central de Cervejas (SCC).
Centralcer – Central de Cervejas, E.P. é constituída em 1977 em resultado da fusão da Sociedade Central de Cervejas, S.A.R.L. (constituída em 1934) com a Cergal – Cervejas de Portugal, S.A.R.L. (incorporada em 1972).
A Centralcer – Central de Cervejas, S.A. foi assim criada em resultado da transformação da referida sociedade em sociedade anónima, regulada nos termos do Decreto-Lei n.º 144/2004. 300/90 de 24 de Setembro. O capital social total da empresa é privatizado em 1990, sendo a primeira operação deste género a ser realizada em Portugal. O Grupo Bavaria, da Colômbia adquire uma participação accionista na Centralcer – Central de Cervejas, S.A., passando a ser um dos seus principais accionistas.
Em 2000, verifica-se uma nova alteração na estrutura acionista da empresa, em resultado da sua venda à VTR-SGPS, S.A., um grupo de investidores portugueses (Parfil, BES, Fundação Byssaia Barreto, Olinveste e Fundação Oriente), entre os quais se encontram os herdeiros dos acionistas fundadores da SCC. Por sua vez, e no verão do mesmo ano, este grupo atribuiu uma participação de 49% ao grupo cervejeiro internacional Scottish & Newcastle.
No âmbito da reestruturação organizacional do Grupo, em Dezembro de 2001, foi concluída a fusão da Centralcer – Central de Cervejas, S.A. na Centralcontrol S.G.P.S., S.A. (sociedade incorporante). A nova entidade resultante da fusão alterou a sua denominação social para SCC – Sociedade Central de Cervejas, S.A., bem como a sua sede social, que passou a situar-se nas instalações da fábrica.
Em 2003, a Scottish & Newcastle adquire a totalidade do capital da Parfil, assumindo o controlo total da Sociedade Central de Cervejas e da Sociedade da Água de Luso.
Em Dezembro de 2004, a Empresa passou a designar-se SCC – Sociedade Central de Cervejas e Bebidas, S.A., designação que melhor reflecte o âmbito da sua actividade, que abrange não só a cerveja, mas também outros produtos como a água engarrafada e os refrigerantes.
Em 2007, após a criação de um consórcio entre a Carlsberg e a Heineken, foi feita uma oferta pública de aquisição para a aquisição do Scottish & Newcastle Group. Como resultado das negociações, a aquisição foi concluída, tendo a Heineken assumido o controlo da Sociedade Central de Cervejas e Bebidas (SCC) em 29 de Abril de 2008, após a conclusão da aquisição da Scottish & Newcastle (S&N) pelo Consórcio. O consórcio foi dissolvido após a conclusão do negócio.

## Marcas
A SCC produz uma variedade de cervejas, principalmente lagers claras. A marca Sagres nasceu em 1940 como uma cerveja de prestígio, para representar a Sociedade Central de Cervejas na Exposição do Mundo Português, inaugurada em maio de 1940. Sagres recebeu o nome da cidade homónima, uma pequena vila situada no ponto mais a sudoeste da Europa, e onde os marinheiros aprendiam tudo sobre a ciência da navegação. Com um destino semelhante ao das caravelas que partiam de Lisboa para terras longínquas, a Sagres foi a primeira cerveja a ser exportada, chegando primeiro a Gibraltar, seguindo depois para os Açores e Territórios Ultramarinos de Angola, Cabo Verde, Guiné-Bissau, São Tomé e Príncipe, Timor, Goa, Macau e Moçambique. Hoje em dia a cerveja Sagres está presente em quase todos os cantos do mundo, onde quer que exista uma comunidade portuguesa.

Sagres (5,0% abv) é uma pale lager (branca). A Sagres foi a primeira marca portuguesa a lançar a versão Mini (20cl).[carece de fontes?]
Sagres Preta (4,3% vol.) é uma cerveja preta do tipo Munique.[carece de fontes?] Durante muitos anos, a Sagres Preta foi a única cerveja preta no mercado nacional.[carece de fontes?]
Sagres Bohemia (6,2% abv) é uma cerveja ruiva de cor âmbar avermelhada.[carece de fontes?] Foi lançado em 2005.
Sagres Radler (2,0% abv) é uma bebida de cerveja e sumo de fruta, feita a partir de cerveja Sagres misturada com sumo de limão.[carece de fontes?]
Sagres Sem Álcool (0,3% ABV) é uma cerveja leve e sem álcool.[carece de fontes?] Foi lançado em 2005.
Sagres Sem Álcool Preta (0,3% abv) é uma cerveja preta sem álcool lançada em 2007.
Sagres Special Editions aparecem uma ou duas vezes por ano em quantidades limitadas. Exemplos incluem Sagres Preta Chocolate, Sagres Festa e Sagres Puro Malte.

## Marketing
A Sociedade Central de Cervejas e Bebidas promove a marca Sagres através de uma ligação muito forte ao futebol. A Sagres tem um contrato de patrocínio de longa duração com a Liga Portuguesa Futebol, o mais alto nível do futebol profissional em Portugal. Como resultado, a liga foi oficialmente denominada Liga ZON Sagres. Além disso, a cerveja Sagres é também patrocinadora oficial de muitas equipas profissionais, como o Benifca, Braga, Olhanense e Académica Coimbra. A Sagres é também patrocinadora oficial da seleção portuguesa desde 1993.